# František Henzl
František Henzl (30. března 1915 Postřelmov – 20. prosince 1944 Dunkerk) byl český příslušník Československé samostatné obrněné brigády.

## Život

### Před druhou světovou válkou
František Henzl se narodil 30. března 1915 v Postřelmově na Šumpersku, jeho domovskou obcí byly ale Jaroměřice u Jevíčka. Vychodil měšťanskou a pokračovací školu, poté se živil jako poštovní zřízenec.

### Druhá světová válka
Po německé okupaci v březnu 1939 opustil František Henzl Protektorát Čechy a Morava a přes Balkánský poloostrov se dostal do Francie, kde byl 15. května 1940 prezentován u zde vznikající jednotky Československé armády v zahraničí. Zařazen byl smíšeného předzvědného oddílu. Po pádu Francie v červnu 1940 se evakuoval Spojeného království, kde byl zařazen do 2. pěšího praporu 1. československé smíšené brigády. Po její transformaci na Československou samostatnou obrněnou brigádu byl v září 1944 jako radiotelegrafista styčné čety velitelské roty 2. tankového praporu odvelen do Francie, kde se brigáda účastnila obléhání Dunkerku. Zde 20. prosince 1944 zahynul v území nikoho při výbuchu miny. Pohřben byl na vojenském hřbitově v Adinkerke. Dosáhl hodnosti svobodníka.